# Ormiscodes
Ormiscodes is een geslacht van vlinders van de familie nachtpauwogen (Saturniidae), uit de onderfamilie Hemileucinae.

## Soorten
- O. albipellis Draudt, 1930
- O. albofasciata Johnson & Michener, 1948
- O. amarilla Schaus, 1908
- O. amphinome (Fabricius, 1775)
- O. antonia Dognin, 1911
- O. boudinoti Lemaire & Wolfe
- O. bruchi (Koehler, 1930)
- O. carminata Schaus, 1902
- O. caxambua Schaus, 1921
- O. cinnamomea (Feisthamel, 1839)
- O. citrina Druce, 1886
- O. claudia Bryk, 1945
- O. cognata Philippi, 1859
- O. coprea Draudt, 1930
- O. erythropus Maassen, 1890
- O. flavodiscata Dognin, 1916
- O. fumosa Felder, 1874
- O. geneforti Bouvier, 1923
- O. geschwandneri Draudt, 1930
- O. grisea Ureta, 1957
- O. hoegei Druce, 1886
- O. joiceyi (Draudt, 1930)
- O. lasiocampina Felder, 1874
- O. latifasciata Bouvier, 1935
- O. latipunctata Lemaire, 1976

- O. lauta (Berg, 1881)
- O. laverna Druce, 1890
- O. litura Walker, 1855
- O. lupina Draudt, 1930
- O. marginata Philippi, 1860
- O. murina Draudt, 1930
- O. niepelti Draudt, 1930
- O. nigrolutea (Bouvier, 1924)
- O. nigrosignata (Philippi, 1859)
- O. niobe Lemaire, 1978
- O. oblita Lemaire, 1976
- O. patagonica Bouvier, 1926
- O. penai Lemaire & Parra, 1995
- O. perdix Maassen & Weymer, 1886
- O. ramicosa Lemaire, 1975
- O. rufosignata (Blanchard, 1852)
- O. ruschweyhi Berg, 1885
- O. schmidtnielseni Lemaire, 1985
- O. semirosea Walker, 1855
- O. shapiroi Lemaire, 1978
- O. socialis (Feisthamel, 1839)
- O. taglia Schaus, 1896
- O. taylori Donahue & Lemaire, 1974
- O. vulpina Philippi, 1860
- O. weymeri Draudt, 1930